# Ганнес Вайнгертнер
Ганнес Вайнгертнер (нім. Hannes Weingärtner; 11 липня 1908, Інсбрук — 27 березня 1944, Атлантичний океан) — німецький офіцер-підводник, корветтен-капітан крігсмаріне.

## Біографія
В 1928 році вступив на флот. З 17 серпня 1935 по 29 вересня 1937 року — U-4, з 30 вересня 1937 по 11 жовтня 1939 року — U-16, на якому здійснив 2 походи (разом 37 днів у морі), одночасно з 30 вересня 1937 по 3 квітня 1938 року — U-10. 28 вересня 1939 року потопив шведський торговий пароплав Nyland водотоннажністю 3378 тонн, який перевозив залізну руду; ніхто з членів екіпажу не загинув. З 21 травня 1943 року — командир U-851. 26 лютого 1944 року вийшов у свій останній похід. 27 березня, після останнього виходу на зв'язок, U-851 і всі 70 членів екіпажу зникли безвісти в Північній Атлантиці поблизу узбережжя Ньюфаундленда.

## Звання
- Морський кадет (10 жовтня 1928)
- Фенріх-цур-зее (1 січня 1930)
- Лейтенант-цур-зее (1 жовтня 1932)
- Оберлейтенант-цур-зее (1 вересня 1934)
- Капітан-лейтенант (1 червня 1937)
- Корветтен-капітан (1 червня 1942)

## Нагороди
- Медаль «За вислугу років у Вермахті» 4-го і 3-го класу (12 років)